# Bulacán
La Ville du Vieux Bulacain (autrement connue comme la ville de Bulacain) est une municipalité de la province de Bulacain, aux Philippines. C’était la capitale de la province jusqu’à la révolution de 1896, lorsque le gouvernement de la province et du pays fut déplacée à Malolos.
Le 31 juillet 2019, le gouvernement philippin a approuvé la construction d'un nouvel aéroport international de quatre pistes parallèles dans le barangay de Taliptip de la ville, avec l'objectif de réduire les problèmes de congestion de l'aéroport international Ninoy Aquino situé au nord de la capitale Manille, qui fonctionne au maximum de sa capacité : près de 260.000 vols et 45 millions de passagers en 2018. Le futur aéroport permettra de transporter de 100 à 200 millions de passagers par an. Les travaux sont estimés à 14 milliards de dollars, pour une mise en service de l'aéroport avant la fin 2025.